# Статус Јерусалима
Статус Јерусалима је описан као „једно од најтежих питања у израелско-палестинском сукобу “због дуготрајног територијалног спора између Израела и Палестинаца”. Обе стране виде Јерусалим и тврде да је њихов главни град. Део спора и питања суверенитета и статуса везан је за забринутост око могућности приступа светим местима у абрахамским религијама; садашње верско окружење у Јерусалиму подржава „статус кво бившег Отоманског царства”. Како је израелско-палестински мировни процес првенствено водио опцију решења са две државе, једна од највећих тачака спорења био је Источни Јерусалим, који је био део Западне обале коју је анексирао Јордан до почетка израелске окупације 1967.
Уједињене нације признају источни Јерусалим (и Западну обалу у целини) као територију независне палестинске државе, одбацујући израелско право на ту половину града. Међутим, постоји шири консензус међу међународном заједницом у погледу тога да је Западни Јерусалим главни град Израела, јер спада у суверену територију Израела (према зеленој линији) и признат је као под израелском контролом од Споразума о примирју из 1949. године.
Већина земаља и организација подржава да западни Јерусалим и источни Јерусалим буду додељени као главни градови Израелцима, односно Палестинцима; овај став су подржале Уједињене нације, Европска унија, и Француска, између осталих. Русија, која је чланица блискоисточног квартета, већ признаје источни Јерусалим као палестинску престоницу и западни Јерусалим као израелску престоницу.

Већина држава чланица Уједињених нација сматра да коначни статус града треба да буде решен преговорима и стога су се залагале за лоцирање њихових амбасада у Израелу у Тел Авиву, док се не постигне споразум о коначном статусу. Пет земаља има амбасаде у Израелу у Јерусалиму: Сједињене Америчке Државе, Гватемала, Хондурас, Папуа Нова Гвинеја и самопроглашена статусно спорна Република Косово*.